# دایشتلباخ
دایشتلباخ (به آلمانی: Dichtelbach) یک شهر در آلمان است که در راین-هونسروک واقع شده‌است. دایشتلباخ ۷۲۰ نفر جمعیت دارد.